# SN 1054

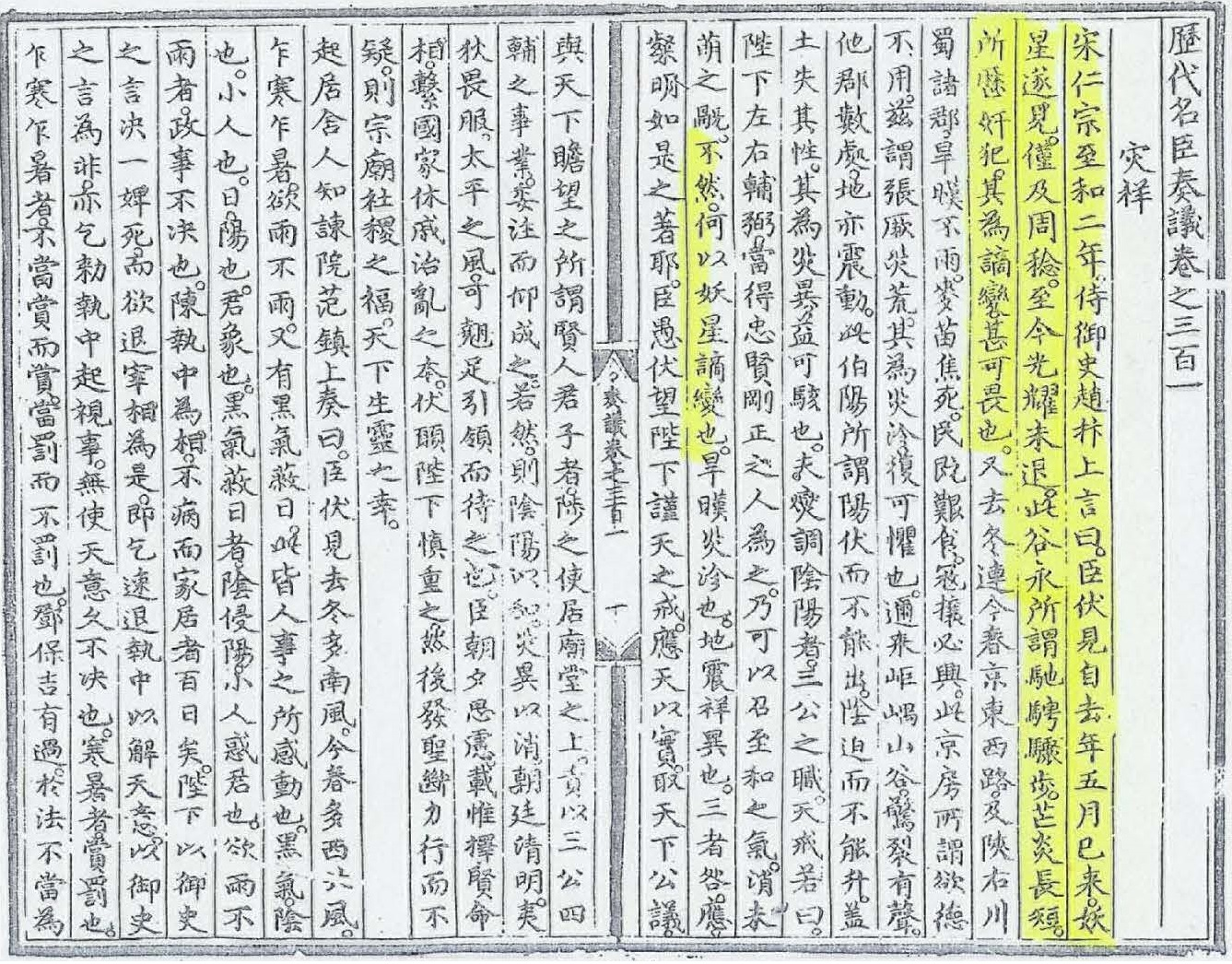
Ghi chép của người Trung Quốc về SN 1054

SN 1054 hay Thiên Quan khách tinh (Siêu tân tinh Con Cua) là một siêu tân tinh từng được quan sát thấy rộng khắp trên Trái Đất trong năm 1054. Nó được các nhà thiên văn Trung Hoa, Nhật Bản, Thổ dân Bắc Mỹ và Ba Tư/Ả Rập ghi nhận như là đủ sáng để nhìn thấy trong ánh sáng ban ngày trong 23 ngày và được nhìn thấy trong bầu trời đêm trong 653 ngày.
Tống sử phần Thiên văn chí có ghi lại như sau:
| “ | 至和元年五月己丑，出天關東南可數寸，歲餘稍沒。 Phiên âm Hán Việt: Chí Hòa nguyên niên ngũ nguyệt Kỷ Sửu, xuất Thiên Quan đông nam khả sổ thốn, tuế dư sảo một. Tạm dịch: Ngày Kỷ Sửu tháng 5 năm Chí Hòa thứ nhất, Thiên Quan xuất hiện tại đông nam dài vài tấc, hơn năm sau mất dần. | ” |

Ngôi sao tổ tiên được định vị trong dải Ngân Hà ở khoảng cách 6.300 năm ánh sáng và đã nổ tung như một vụ nổ siêu tân tinh sụp đổ vào lõi.
Có chứng cứ cho thấy thổ dân Bắc Mỹ Mimbres và Anasazi đã nhìn thấy và ghi chép về SN 1054; một bức vẽ trên vách núi đá của người Anasazi gần ngôi nhà lớn Penasco Blanco có thể miêu tả nó.
Người ta cũng cho rằng một mục từ không rõ nghĩa trong một lượng biên niên sử tu viện Ireland nguyên thủy là đề cập tới SN 1054 nhưng sau đó đã bị sửa đổi sai lạc, trong quá trình này trở thành một hình ảnh tưởng tượng có tính chất ngụ ngôn dựa trên truyền thuyết về phản Christ.
Các tàn tích dạng mây của SN 1054 được biết đến như là tinh vân Con Cua. Tinh vân này cũng được nói tới như là Messier 1 hay M1, do là thiên thể Messier đầu tiên được lập danh lục năm 1758.

## Nguồn tia X

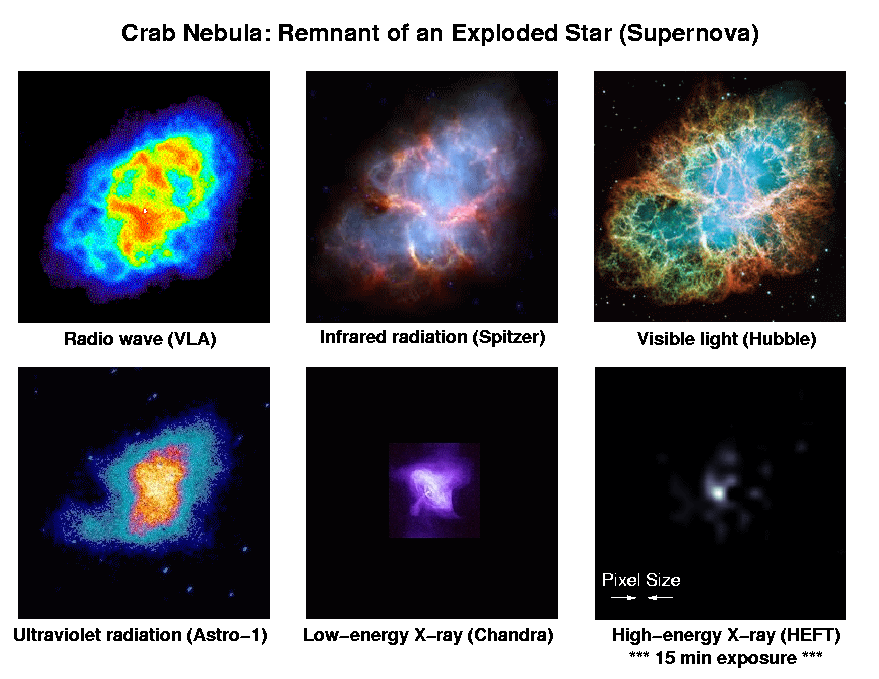
Hình ảnh tinh vân Con Cua trong các dải năng lượng khác nhau, bao gồm một hình ảnh tia X cứng từ dữ liệu của HEFT thực hiện trong lần quan sát năm 2005 của nó. Mỗi hình ảnh rộng 6′. Tinh vân Con Cua là tàn tích của một ngôi sao đã nổ tung.